# Madge Bellamy

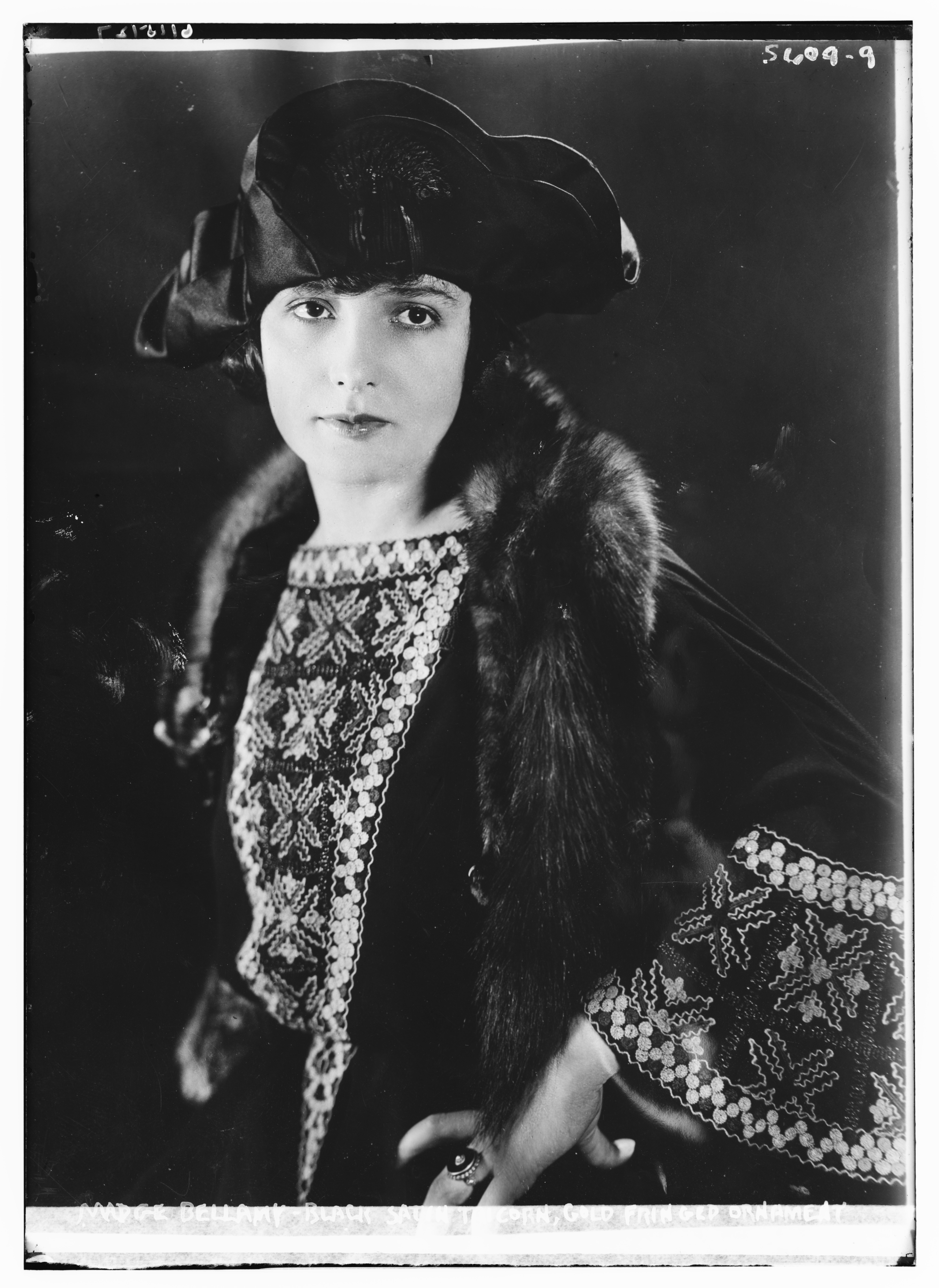
George Grantham Bain Collection

Madge Bellamy, (Hillsboro, 1899. június 30. – Upland, 1990. január 24.) amerikai színpadi- és filmszínésznő.

## Pályafutása
Madge Bellamy William Bledsoe Philpott, a Texas A&M University angolprofesszora és Annie Margaret Derden gyermekeként született. 1905-ben a család Brownwoodba költözött, ahol apja a főiskolán kapott állást. Négy évvel később, 1909-ben Denverbe, (Colorado) költöztek. 1916-ban Bellamy New Yorkba szökött. Ott kapta első Broadway-szerepét 1918.-ban, és egy életű szerepet Earl Carroll  musicaljében, a „The Love Mill”-ben. James M. Barrie „Dear Brutus” című darabjában is játszott. Röviddel ezután leszerződtette Daniel Frohman színházi producer. Madge Bellamy művésznevet is ő találta ki. Vele turnézott az Egyesült Államokban. Hamarosan heti 100 dolláros, akkoriban tekintélyes fizetést kapott.
1920-ban Hollywood is felfigyelt Bellamyra. Filmes debütálása Edward José A The Riddle: Woma filmjében történt. Az elkövetkező évek sikerei ellenére egyike volt azoknak a színésznőknek, akiknek nehézséget okozott az átállás a némafilmről a hangosfilmre. 1928-ban szerepelt a Mother Knows Best című filmben, a 20th Century Fox első hangosfilmjében, de a film fordulópontot nem jelentett karrierjében. Mivel az 1930-as évektől kezdve csak korlátozott filmszereplési ajánlatokat kapott – gyakran B-kategóriás filmekben szerepelt. Utolsó filmszerepét az 1945-ös Western Northwest Trail című filmben kapta.
Viszonr Madge Bellamy színészi karrierjén kívül is címlapokra került. 1928-ban feleségül ment Logan Metcalf tőzsdeügynökhöz a mexikói Tijuanában. A házasság ugyan mindössze négy nap után válással végződött – így az Hollywood egyik legrövidebb házassága lett. Utána soha nem ment újra férjhez. 1943-ban ismét címlapokra került, amikor a pillanat hevében fegyverrel leszúrta akkori partnerét, Stanford Murphyt, mert az egy másik nő miatt el akarta hagyni.
Élete utolsó évtizedeiben nagyon visszahúzódó életet élt kaliforniai házában. Megírta önéletrajzát, A Darling of the Twenties (A húszas évek kedvese) címmel, amelynek megjelenését már nem érte meg. 90 éves korában szívelégtelenségben halt meg.
Mindig ateistának, vegetáriánusnak és baloldalinak vallotta magát. Csillaga van a Hollywood Walk of Fame-en.

## Filmjei
- Madge Bellamy az IMDb-n

| Év   | cím                             | Szerep                          | Megjegyzés                       |
| ---- | ------------------------------- | ------------------------------- | -------------------------------- |
| 1920 | The Riddle: Woman               | Marie Meyer                     | Elveszett                        |
| 1921 | The Cup of Life                 | Pain                            | Elveszett                        |
| 1921 | Passing Through                 | Mary Spivins                    | Elveszett                        |
| 1921 | Blind Hearts                    | Julia Larson                    |                                  |
| 1921 | Love Never Dies                 | Tilly Whaley                    |                                  |
| 1921 | The Call of the North           | Virginia Albret                 | Elveszett                        |
| 1921 | Hail the Woman                  | Nan Higgins                     |                                  |
| 1922 | Lorna Doone                     | Lorna Doone                     |                                  |
| 1922 | The Hottentot                   | Peggy Fairfax                   | 'Incomplete' film                |
| 1923 | Garrison's Finish               | Sue Desha                       |                                  |
| 1923 | Are You a Failure?              | Phyllis Thorpe                  | Elveszett                        |
| 1923 | Soul of the Beast               | Ruth Lorrimore                  |                                  |
| 1924 | No More Women                   | Peggy Van Dyke                  | Elveszett                        |
| 1924 | Do It Now                       |                                 | Elveszett                        |
| 1924 | The White Sin                   | Hattie Lou Harkness             |                                  |
| 1924 | Love's Whirlpool                | Nadine Milton                   |                                  |
| 1924 | His Forgotten Wife              | Suzanne                         |                                  |
| 1924 | Love and Glory                  | Gabrielle                       | Elveszett                        |
| 1924 | The Fire Patrol                 | Molly Thatcher                  |                                  |
| 1924 | The Iron Horse                  | Miriam Marsh                    |                                  |
| 1924 | Secrets of the Night            | Anne Maynard                    |                                  |
| 1924 | On the Stroke of Three          | Mary Jordan                     | Elveszett                        |
| 1925 | A Fool and His Money            | Countess von Pless              | Elveszett                        |
| 1925 | The Dancers                     | Una                             |                                  |
| 1925 | The Parasite                    | Joan Laird                      |                                  |
| 1925 | The Reckless Sex                | Mary Hamilton                   | Elveszett                        |
| 1925 | Wings of Youth                  | Madelyne Manners/Angela Du Bois | Elveszett                        |
| 1925 | The Man in Blue                 | Teresa "Tita" Sartori           |                                  |
| 1925 | Lightnin'                       | Millie                          |                                  |
| 1925 | Havoc                           | Tessie Dunton                   | Elveszett                        |
| 1925 | Thunder Mountain                | Azalea                          | Elveszett                        |
| 1925 | Lazybones                       | Kit                             |                                  |
| 1925 | The Golden Strain               | Dixie Denniston                 |                                  |
| 1926 | The Dixie Merchant              | Aida Fippany                    | Elveszett                        |
| 1926 | Sandy                           | Sandy McNeil                    |                                  |
| 1926 | Black Paradise                  | Sylvia Douglas                  | Elveszett                        |
| 1926 | Summer Bachelors                | Derry Thomas                    |                                  |
| 1926 | Bertha, the Sewing Machine Girl | Bertha Sloan                    | Elveszett                        |
| 1927 | Ankles Preferred                | Nora                            |                                  |
| 1927 | The Telephone Girl              | Kitty O'Brien                   |                                  |
| 1927 | Colleen                         | Sheila Kelly                    | Elveszett                        |
| 1927 | Very Confidential               | Madge Murphy                    | Elveszett                        |
| 1927 | Silk Legs                       | Ruth Stevens                    | Elveszett                        |
| 1928 | Soft Living                     | Nancy Woods                     |                                  |
| 1928 | The Play Girl                   | Madge Norton                    | Elveszett                        |
| 1928 | Mother Knows Best               | Sally Quail                     | Elveszett                        |
| 1929 | Fugitives                       | Alice Carroll                   |                                  |
| 1929 | Tonight at Twelve               | Jane Eldridge                   |                                  |
| 1932 | White Zombie                    | Madeline Short Parker           |                                  |
| 1933 | Riot Squad                      | Lil Daley                       | Alternative title: Police Patrol |
| 1933 | Gordon of Ghost City            | Mary Gray                       |                                  |
| 1933 | Gigolettes of Paris             | Suzanne Ricord                  |                                  |
| 1934 | Charlie Chan in London          | Mrs. Fothergill                 |                                  |
| 1935 | The Great Hotel Murder          | Tessie                          |                                  |
| 1935 | The Daring Young Man            | Sally                           |                                  |
| 1935 | Metropolitan                    | Woman in Negligee               | Uncredited                       |
| 1936 | Champagne Charlie               | Woman in Cab                    | Uncredited                       |
| 1936 | Under Your Spell                | Miss Stafford                   |                                  |
| 1936 | Crack-Up                        | Secretary                       | Uncredited                       |
| 1945 | Northwest Trail                 | Mrs. Yeager                     |                                  |

## Díjak
- 1960: Hollywood Walk of Fame

## Fordítás
- Ez a szócikk részben vagy egészben  a   Madge Bellamy című német Wikipédia-szócikk ezen változatának fordításán alapul.  Az eredeti cikk szerkesztőit annak laptörténete sorolja fel. Ez a jelzés csupán a megfogalmazás eredetét és a szerzői jogokat jelzi, nem szolgál a cikkben szereplő információk forrásmegjelöléseként.